# Fear the Walking Dead (5.ª temporada)
A quinta temporada de Fear the Walking Dead, uma série de televisão dramática pós-apocalíptica de terror produzida pela AMC, estreou nos Estados Unidos em 2 de junho de 2019 e terminou em 29 de setembro de 2019, consistindo em 16 episódios. A série é derivada de The Walking Dead, que é baseada na série de quadrinhos de mesmo nome de Robert Kirkman, Tony Moore e Charlie Adlard, com a temporada contendo o segundo personagem crossover entre as duas séries com a introdução de Dwight (Austin Amelio), o primeiro sendo Morgan Jones na quarta temporada. Os produtores executivos são Kirkman, David Alpert, Greg Nicotero, Gale Anne Hurd, Scott M. Gimple, Andrew Chambliss e Ian B. Goldberg, com Chambliss e Goldberg como showrunners pela segunda temporada consecutiva.
A temporada segue o grupo de sobreviventes liderado por Morgan Jones (Lennie James) e Alicia Clark (Alycia Debnam-Carey) em busca de outros sobreviventes, procurando fornecer ajuda a outros em um esforço para compensar os erros de seu passado.

## Elenco e personagens
A quinta temporada contou com onze atores recebendo status de faturamento do elenco principal, com oito retornando da quarta temporada, enquanto três novos membros do elenco são apresentados. Rubén Blades voltou na quinta temporada como Daniel Salazar, que não apareceu na quarta temporada. Austin Amelio (que era um membro do elenco principal em The Walking Dead), mudou-se para o elenco principal após sua saída de The Walking Dead. Alexa Nisenson foi promovida de recorrente e Karen David foi adicionada ao elenco principal. Esta foi a primeira temporada a não incluir Kim Dickens e Frank Dillane, que foram considerados membros do elenco principal nas temporadas anteriores.

### Elenco principal
- Lennie James como Morgan Jones: Um homem mentalmente instável e implacavelmente pragmático, que já fez parte do grupo de Rick Grimes em The Walking Dead.[2]
- Alycia Debnam-Carey como Alicia Clark: A fogosa, mas compassiva filha de Madison e irmã de Nick.[3]
- Maggie Grace como Althea "Al" Szewczyk-Przygocki: Uma jornalista curiosa e tática.[4]
- Colman Domingo como Victor Strand: Um vigarista inteligente e sofisticado que virou empresário, que fez amizade com Nick, Madison e Alicia.[4]
- Danay García como Luciana Galvez: Uma forte e cautelosa ex-membro da comunidade La Colonia em Tijuana, México, e ex-namorada de Nick.[4]
- Garret Dillahunt como John Dorie: Um policial solitário e amigável que está em um relacionamento com June.[5]
- Alexa Nisenson como Charlie: Uma jovem que era uma espiã dos Abutres até desertar para o grupo de Morgan.[6]
- Jenna Elfman como June: Uma enfermeira gentil que está em um relacionamento com John.[5]
- Rubén Blades como Daniel Salazar: Um corajoso e prático ex-integrante da Sombra Negra, anteriormente desaparecido desde a destruição da represa de Gonzales.[7]
- Karen David como Grace Mukherjee: Uma mulher misteriosa e com uma doença terminal que trabalhava em uma usina nuclear que derreteu perto do local onde o avião do grupo de Morgan caiu.[8]
- Austin Amelio como Dwight: Um ex-tenente implacável e relutante dos Salvadores, que foi exilado da Virgínia pelo grupo de Rick Grimes em The Walking Dead. Ele está atualmente procurando por sua esposa desaparecida Sherry, que desapareceu após fugir dos Salvadores.[9]

### Elenco de apoio
- Mo Collins como Sarah Rabinowitz: A irmã adotiva de Wendell e uma ex-fuzileira naval.[10]
- Daryl Mitchell como Wendell: O irmão adotivo de Sarah que usa uma cadeira de rodas.[10]
- Matt Frewer como Logan: O ex-parceiro de Clayton (também conhecido como "Urso Polar") que engana o grupo de Morgan e confisca a fábrica de jeans para si mesmo.[11]
- Bailey Gavulic como Annie: Uma sobrevivente adolescente e irmã de Dylan e Max.
- Ethan Suess como Max: Um sobrevivente adolescente e irmão de Annie e Dylan.
- Cooper Dodson como Dylan: O irmão mais novo de Annie e Max.
- Mikala Gibson como Doris: a mão direita de Logan.
- Peggy Schott como Tess: Uma mulher que vivia com o filho e o marido e nunca tinha saído de casa até a morte do marido.
- Colby Hollman como Wes: Um sobrevivente que se alia ao grupo de Morgan.
- Peter Jacobson como Jacob Kessner: Um rabino que se junta ao grupo de Morgan.
- Colby Minifie como Virginia: Uma líder antagônica dos Pioneiros.
- Holly Curran como Janis: Uma mulher que ligou para Alicia e Strand pedindo ajuda e foi salva por Wes. Mais tarde, ela se juntou ao grupo de Morgan. Ela é irmã de Tom.
- Joe Massingill como Tom: Um homem procurado por Virginia e que roubou gasolina de Morgan e Al. Mais tarde, ele se juntou ao grupo de Morgan. Ele é irmão de Janis.

## Episódios
| N.º na série | N.º na temp. | Título                                                    | Dirigido por          | Escrito por                     | Exibição original      | Audiência (milhões) |
| --- | ------------ | --------------------------------------------------------- | --------------------- | ------------------------------- | ---------------------- | ------------------- |
| 54 | 1            | "Here to Help" "(Aqui para Ajudar)" (BR)                  | Michael E. Satrazemis | Ian Goldberg & Andrew Chambliss | 2 de junho de 2019     | 1.97                |
| Na floresta, dois garotos chamados Max e Dylan estão caçando quando são surpreendidos por um avião que vem a cair logo à frente. Os irmãos vão verificar o ocorrido e encontram o grupo de Morgan acidentado. Alicia começa a eliminar os errantes que se aproximam devido ao barulho da queda, enquanto June tenta ajudar Luciana, que foi gravemente ferida com um vergalhão cravado em seu ombro. Com os infectados cada vez mais próximos e começando a cerca-los, o grupo se prepara para fugir, até que uma garota chamada Annie, a irmã de Max e Dylan, surge dirigindo uma van e todos são resgatados. Morgan diz aos garotos que o grupo estava em contato com um homem chamado Logan, que seria membro de outro grupo que possui uma grande quantidade de suprimentos. Na estrada, todos se deparam com algumas armadilhas e placas indicando alta radiação no lugar e estranham os fatos, mas ignoram e seguem em frente, mesmo com a desconfiança de Annie. Ao chegarem em uma parada de caminhões - a mesma em que Morgan combinou com Logan - encontram o local vazio e abandonado. Annie se irrita, diz que eles não devem confiar em estranhos e vai embora com seus irmãos. June consegue remover o vergalhão no ombro de Luciana. Morgan entra em contato com Logan, que revela ter mentido ao enviar o grupo para longe, pois a única coisa que ele queria era a fábrica onde eles estavam refugiados, já que também era um caminhoneiro, parceiro de Clayton, portanto estaria apenas tomando o que era dele. Strand, Charlie, Sarah e Wendell são impedidos de entrar no local. Alicia se frustra com a enganação de Logan, mas Morgan pede para a garota não perder as esperanças de encontrar pessoas boas. Em um das fitas de vídeo gravadas por Al, Strand se surpreende ao descobrir que a ex jornalista entrevistou Daniel Salazar. Al, por sua vez, retorna ao local do acidente e encontra um infectado com algumas anotações em seus bolsos contendo um estranho símbolo, quando é atacada por alguém misterioso. |              |                                                           |                       |                                 |                        |                     |
| 55 | 2            | "The Hurt That Will Happen" "(A Dor Que Vai Causar)" (BR) | Jessica Lowrey        | Alex Delyle                     | 9 de junho de 2019     | 1.69                |
| Ao descobrir que Daniel está vivo, Strand também descobre que foi ele quem cedeu um avião ao grupo e vai ao seu encontro. John, June, Morgan e Alicia procuram por Al no local do acidente. Daniel recebe Strand com desconfiança em seu acampamento. Morgan e Alicia encontram a estrada bloqueada com novos avisos indicando radiação no lugar. A dupla encontra uma mulher chamada Grace, que explica que devido ao colapso de uma usina no ano anterior, existem mais de sessenta mortos radioativos peregrinando na região, o que faz com o que Morgan perca permanentemente seu bastão de combate contaminado após despachar dois errantes em uma armadilha. John e June localizam o acampamento onde Max e seus irmãos possivelmente estavam e descobrem que os moradores sucumbiram a doença da radiação depois de lutarem contra um bando de mortos radiativos. Grace revela que as armadilhas com os mortos pendurados encontradas pelo grupo anteriormente não foi tarefa sua. Em contato com Strand, Luciana ouve um barulho do lado de fora e descobre que a antena de comunicação caiu sobre parte da cerca, abrindo uma brecha onde os mortos começam a entrar. Ela tenta impedi-los, mas corre para dentro do estabelecimento ao sentir fortes dores, poucos antes de desmaiar. Grace se nega juntar-se ao grupo para caçar sozinha o resto dos mortos radioativos, mas promete manter contato. Os mortos que perseguiram Luciana misteriosamente foram eliminados e suas cabeças e entranhas penduradas no outdoor da parada de caminhões. Embora convencido do problema com o grupo, mas com base em experiências próprias, Daniel se nega a emprestar um avião para Strand, pois acredita que ele o usará apenas para seu benefício, abandonando seus amigos, e o expulsa de seu acampamento. |              |                                                           |                       |                                 |                        |                     |
| 56 | 3            | "Humbug's Gulch" "(Humbug's Gulch)" (BR)                  | Colman Domingo        | Ashley Cardiff                  | 16 de junho de 2019    | 1.76                |
| O grupo começa a traçar os locais bloqueados pelos mortos enquanto Alicia vai atrás do grupo de Max depois de ouvir uma mensagem de Annie pelo rádio. John e June são atacados e se abrigam em Humbug's Gulch, uma cidade fantasma que já funcionou como uma atração de parque temático semelhante à que John já havia trabalhado. Uma tempestade de areia se inicia e John deduz que há armas escondidas em um salão da cidade. Ao recuperarem as armas, o casal é atacado por Dwight, que revela estar atrás de sua esposa desaparecida, Sherry. A busca de Dwight levou-o da Virgínia ao Texas, seguindo as anotações deixadas por Sherry, que traumatizada, diz estar fugindo de pessoas más. Dwight fica preso em seu carro quando um bando de mortos o cerca e é ajudado por John e June. Usando sua experiência como policial, John revela a Dwight que a última suposta nota de Sherry encontrada por ele é falsa, já que pertencia ao dono do antigo carro, e que sua esposa ainda pode estar por aí. O resto do grupo chega à cidade e Morgan e Dwight se reencontram pela primeira vez desde o fim da guerra contra os Salvadores. Alicia o questiona sobre os mortos nas estradas e Dwight os leva até outra parte, quando são interrompidos por uma chamada de Max, que diz que irá encontrá-los na parada de caminhões junto com seus irmãos. A caminho do estabelecimento, o grupo encontra a van dos irmãos, com Dylan dentro e extremamente ferido. Enquanto isso, em outra parta da estrada, Max e Annie preparam uma nova armadilha com os mortos e planejam usar Dylan para descobrir se o grupo de Morgan não é uma ameaça para eles. |              |                                                           |                       |                                 |                        |                     |
| 57 | 4            | "Skidmark" "(Skidmark)" (BR)                              | Tara Nicole Weyr      | Samir Mehta                     | 23 de junho de 2019    | 1.66                |
| Durante a noite, Strand, Charlie, Sarah e Wendell tentam roubar o avião de Daniel, mas ele se antecipa e o desativa. Depois de acidentalmente pegar carona com Daniel, Charlie descobre que ele está desarmando as armadilhas nas estradas deixadas pelo homem cujo armazém ele herdou. O gato de Daniel, Skidmark, acidentalmente libera uma horda de mortos de um estabelecimento, obrigando Daniel a abandonar Charlie para atraí-los de volta. Em uma conversa por rádio com Strand, Daniel revela que não está com raiva dele pelos acontecimentos na represa e sim por suas mentiras referentes à Ofelia, o que o impediu de ver sua filha viva novamente. Charlie convence o grupo a ajudar Daniel, e Strand, usando as hélices do avião, consegue eliminar toda a horda, mas não sem danificar seus motores. Daniel parece perdoar Strand e cede seu armazém para a estadia do grupo enquanto continua sua missão. Enquanto isso, Morgan e Alicia, ainda na busca por Al, descobrem que Max, Annie e Dylan fazem parte de um grupo maior de crianças, todos filhos das pessoas que morreram de doença por radiação em um acampamento nas proximidades. As crianças os levam para um local onde avistaram as possíveis pessoas que levaram Al, quando escutam e notam um helicóptero levantando voo. Todos se assustam, e Alicia sugere que o que quer que as pessoas na aeronave estavam procurando, elas encontraram. |              |                                                           |                       |                                 |                        |                     |
| 58 | 5            | "The End of Everything" "(O Fim de Tudo)" (BR)            | Michael E. Satrazemis | Andrew Chambliss & Ian Goldberg | 30 de junho de 2019    | 1.71                |
| Depois de ser sequestrada, Al conhece uma jovem chamada Isabelle que trabalha para o misterioso grupo com o helicóptero. Enquanto Al esconde sua fita de gravações em um infectado, Isabelle é forçada a cooperar com Al que busca informações sobre o estranho grupo e suas atividades. Com o helicóptero sem combustível e apenas três dias antes de outra equipe ser enviada para a área, Al ajuda Isabelle a fazer uma subida traiçoeira para conseguir os suprimentos necessários, revelando sua própria culpa pela morte de seu irmão mais novo, quando escolheu ir atrás de histórias em vez de ficar com ele. Isabelle finalmente explica que seu grupo está se concentrando no futuro e na reconstrução da civilização, a ponto de sua missão ser mais importante do que qualquer outra coisa. Al eventualmente permite que Isabelle destrua a fita, e as duas se despedem com um beijo. Isabelle decola com a fita do irmão de Al, mentindo para seu povo sobre ter encontrado novas pessoas. Al reencontra Morgan e Alicia, mas mente sobre o que ficou sabendo a respeito do grupo de Isabelle. Inspirada por suas experiências, Al revela seu sobrenome para seus amigos, Szewczyk-Przygocki. Ela finalmente dá algumas informações pessoais sobre si mesma. |              |                                                           |                       |                                 |                        |                     |
| 59 | 6            | "The Little Prince" "(O Pequeno Príncipe)" (BR)           | Sharat Raju           | Mallory Westfall                | 7 de julho de 2019     | 1.49                |
| O grupo de Morgan traz os destroços do avião para a parada de caminhões e começa a trabalhar consertando-o com a ajuda das crianças. No entanto, as hélices do avião quebram na tentativa de ligá-lo, deixando-as lutando para encontrar uma solução. Annie decide levar as outras crianças e ir embora após explicar os acontecimentos que houve no acampamento que o grupo havia encontrado antes. Grace entra em contato com Morgan para revelar que o segundo reator da usina está prestes a entrar em colapso. Grace e Morgan criam um plano para usar o gerador da parada de caminhões para atrasar o colapso, mas Grace não acredita que pode ser interrompida completamente e que o colapso vai matar qualquer um que morar na área quando acontecer. Em vez de arriscar a vida de Morgan, Grace sai sozinha para tentar ganhar tempo. Dwight e John continuam a busca por Sherry. John encontra uma carta de Sherry pedindo a Dwight para desistir da busca, mas John mente para ele sobre isso. Depois de lutar para encontrar uma solução, Strand e Charlie chegam para ajudar com as hélices do avião de Daniel usando o velho balão de ar quente de Jim Brauer. No entanto, o balão cai em um campo na zona radioativa. Enquanto Morgan corre para ajudá-los e Alicia procura as crianças, Strand e Charlie ficam cercados pelos infectados, alguns dos quais são radioativos. |              |                                                           |                       |                                 |                        |                     |
| 60 | 7            | "Still Standing" "(Ainda em Pé)" (BR)                     | Marta Cunningham      | Richard Naing                   | 14 de julho de 2019    | 1.39                |
| John e Dwight continuam sua busca por Sherry até que ficam sem gasolina, e ficando sem tempo antes do colapso da usina, John diz a Dwight a verdade. Embora Dwight decida manter viva a esperança de encontrar Sherry, ele se dedica a ajudar John a voltar para seus amigos. Charlie e Strand se escondem do bando usando o balão até Morgan resgatá-los. Morgan ajuda Grace a consertar o gerador, atrasando o colapso. Morgan convence Grace a não desistir de viver e ela se junta ao grupo. Al leva June para o local onde Isabelle a levou para pegar mais combustível para o helicóptero, e Al diz a ela sobre Isabelle. Alicia chega ao acampamento do grupo de Annie e luta para convencê-los a sair. Depois que um bando chega aos portões, Annie concorda em se juntar a eles para deixar a área. Alicia atrai os mortos para longe, mas é exposta a uma dose potencialmente fatal de radiação quando o sangue de um infectado radioativo respinga em seu rosto após ela eliminá-lo. Por fim, os alarmes da usina disparam, sinalizando o início do colapso. |              |                                                           |                       |                                 |                        |                     |
| 61 | 8            | "Is Anybody Out There?" "(Tem Alguém Aí Fora?)" (BR)      | Michael E. Satrazemis | Michael Alaimo                  | 21 de julho de 2019    | 1.60                |
| A usina de energia derrete, liberando uma nuvem de poeira radioativa no ar que ameaça as vidas dos sobreviventes. Separados do resto do grupo, John e Dwight lutam para encontrar o caminho de volta, ajudados por outra mensagem de Sherry, que os leva a um carro em funcionamento. Alicia é descontaminada por Grace, que não sabe ao certo quanto de radiação ela absorveu e se terá futuros efeitos em sua saúde. Perseguidos pelos mortos, Morgan, Grace e Alicia conseguem voltar ao avião a tempo de escapar do bando e da nuvem radioativa. Com a ajuda de Daniel, Sarah e Wendell criam uma pista de pouso usando luzes natalinas. Apesar de um acidente com alguns infectados, o avião pousa com segurança. Ao mesmo tempo, a equipe de Logan destrói a fábrica em busca de algo sem sucesso, levando-os a abandonar seu líder. O grupo de Morgan recebe um pedido de socorro, mas é interrompido por Logan, que procura ajuda para encontrar um lugar em que Clayton estava preparado para lidar com a falta de gasolina. Aparentemente com remorso por suas ações passadas, Logan adverte que eles devem encontrar o lugar antes que sua ex-tripulação o faça, pois é sua única chance de alcançar as pessoas que precisam de ajuda. |              |                                                           |                       |                                 |                        |                     |
| 62 | 9            | "Channel 4" "(Canal 4)" (BR)                              | Dan Liu               | David Johnson                   | 11 de agosto de 2019   | 1.40                |
| Prosseguindo com a ideia de ajudar pessoas, Al começa a gravar alguns acontecimentos e depoimentos de seu grupo para, de certa forma, mostrar a outros sobreviventes seu trabalho. Morgan ensina táticas de luta para Alicia, que por sua vez, encontra mensagens em uma árvore e diz que pretende descobrir quem foi o autor. O grupo encontra alguns caminhões com gasolina e Sarah acaba deixando Logan para trás na estrada. Morgan e os outros chegam em uma casa protegida com minas explosivas no quintal. A dona da casa, Tess, diz que seu marido Ben foi à uma farmácia próxima atrás de um inalador para o filho do casal que tem asma. Alguns infectados são atraídos, entram no quintal e acabam ativando as minas, atraindo ainda mais deles. Tess se recusa a sair, mesmo depois de Strand, June e Alicia encontrarem seu marido morto. Ao tentar eliminar um infectado que se aproximou da varanda da casa, Morgan fica um triz de ativar uma das minas e acaba sendo ajudado por Tess, que se junta ao grupo com seu filho após aceitar a morte do marido. Enquanto isso, um homem chamado Wes assiste as gravações de Al quando é surpreendido por Logan e algumas pessoas de seu grupo. Após vê-lo com um galão de gasolina, Logan acredita que ele faz parte do grupo de Morgan e pede para seu grupo atirar em sua moto. Wes nega conhecer Morgan e os outros, mas confirma ter pego a gasolina indicada por eles. Logan lhe entrega um rádio e pede para ele avisá-los que o grupo está encontrando mais inimigos do que amigos. |              |                                                           |                       |                                 |                        |                     |
| 63 | 10           | "210 Words Per Minute" "(210 Palavras por Minuto)" (BR)   | Ron Underwood         | Ian Goldberg & Andrew Chambliss | 18 de agosto de 2019   | 1.37                |
| Ao receberam um pedido de ajuda misterioso, Morgan, Dwight e Grace chegam em um shopping dominado pelos mortos. Grace desmaia, e Morgan teme ser pelo efeito da radiação ao qual ela ficou exposta. Daniel manda um sinal através do rádio indicando que Logan está por perto. Dwight retorna para a caravana, mas é pego por um dos homens de Logan. Morgan e Grace enfrentam problemas no shopping com os mortos e são obrigados a se trancarem em uma loja. Com os mortos prestes a invadi-la, os dois conseguem fugir e encontram o gerador do lugar ainda funcionando. Dwight vence a briga com o integrante do grupo de Logan e poupa sua vida, lembrando que há um tempo atrás também recebeu uma segunda chance. Após enfrentarem mais problemas com os mortos, Morgan olha através de imagens da câmera de segurança, Chuck, o homem que pediu ajuda no rádio, e os dois o encontram vivo, porém com uma marca de mordida, no terraço do shopping. Morgan e Grace despacham os mortos restantes e enterram o corpo de Chuck. Por ser um estabelecimento infestado de zumbis, o lugar ainda possui muitos recursos e suprimentos, portanto parte da caravana do grupo chega ao local para um reabastecimento. Morgan se despede especialmente de Grace e diz que irá se encontrar com Al e os outros. |              |                                                           |                       |                                 |                        |                     |
| 64 | 11           | "You're Still Here" "(Você Ainda Está Aqui)" (BR)         | Andrew Bernstein      | Mallory Westfall & Alex Delyle  | 25 de agosto de 2019   | 1.44                |
| Strand e Alicia entram em contato e conhecem Wes que os leva até seu acampamento onde vive com seu irmão em uma delegacia de policia. Enquanto Strand e Alicia ficam do lado de fora, Wes persegue um homem que roubou algo seu, e o homem rouba a caminhonete do grupo para fugir. A movimentação e o tiroteio acabam atraindo vários infectados e os três ficam presos na delegacia após terem problemas com armas que disparam balas de borracha e Strand ferir sua visão com gás lacrimogênio. Enquanto isso, por segurança, Morgan e Al decidem colocas as fitas das gravações do grupo trancadas no cofre de um banco. Wes confirma que mentiu sobre seu irmão e que ele morreu no início da epidemia. Eles entram em contato com Morgan e Al, que vão atrás do homem fugitivo, quando encontram Logan e seu grupo na estrada exigindo saber o paradeiro dos combustíveis. Após Logan provocar Morgan mencionando sua família, os dois vão embora sem dizer nada. Na delegacia, Alicia procura as chaves para os carros no estacionamento, enquanto Wes distrai os mortos, e o grupo consegue fugir. Eles encontram o homem e Wes acaba matando-o, quando Strand e Alicia descobrem que o objeto roubado era um livro manuscrito de Wes para seu irmão. Morgan e Al os encontram. Alicia descobre que foi Wes quem escreveu as mensagens nas árvores após ler o final de seu livro, e Strand lamenta por não ser quem ela imaginava. Al sugere que Morgan conte mais sobre sua família e ele aceita. Durante a noite Logan e seu grupo invadem o banco, destruindo o cofre e roubando as fitas das gravações. |              |                                                           |                       |                                 |                        |                     |
| 65 | 12           | "Ner Tamid" "(Ner Tamid)" (BR)                            | Michael Satrazemis    | Andrew Chambliss & Ian Goldberg | 1 de setembro de 2019  | 1.14                |
| Separada do grupo, Charlie conhece um Ramiro chamado Jacob Kessner refugiado em sua igreja cercada. Quando a luminária principal do lugar começa a falhar, Charlie entra em contato com John e June, e o casal vai ao seu encontro com uma bateria nova. Charlie começa a pensar na possibilidade de transformar a igreja em um lar, mas June discorda, alegando não ser grande o bastante para o grupo e que não há recursos naturais próximos, deixando Charlie aborrecida. O grupo de Logan encontra o acampamento dos sobreviventes e todos fogem, no qual eles perseguem o caminhão dirigido por Sarah na companhia de Dwight. Pelo rádio, Sarah pede ajuda a John e June e eles se preparam para irem embora, quando o pátio da igreja é tomado pelos mortos e o Ramiro revela que eles eram sua congregação. John e June tentam fugir, mas acabam presos e cercados pelos mortos. Jacob confessa à Charlie que não acredita mais em Deus, pois no inicio da epidemia ele saiu de sua igreja enquanto os fieis lá permaneceram em busca de salvação, o que não aconteceu. Dito isso, os dois armam um plano e conseguem atrair os mortos para dentro da igreja, onde são trancados. O grupo consegue chegar até o caminhão sem gasolina de Sarah, dispersando o grupo de Logan. Enquanto isso, em outro lugar, Logan encontra o que parece ser finalmente um campo de petróleo para combustível. |              |                                                           |                       |                                 |                        |                     |
| 66 | 13           | "Leave What You Don't" "(Deixe O Que Não Precisa)" (BR)   | Daisy Mayer           | Ashley Cardiff & Nick Bernadone | 8 de setembro de 2019  | 1.45                |
| Flashbacks mostram Logan em uma tentativa frustrada de salvar uma mulher que pediu ajuda pelo rádio, mas acabou sendo devorada pelos mortos pois ele não chegou a tempo. Aos prantos, Logan conhece um grupo de cavaleiros liderados por uma mulher chamada Virginia. No presente, Logan e seu grupo invadem o campo de petróleo dos sobreviventes liderados por Morgan. Strand e Alicia recebem um pedido de ajuda de uma mulher e correm para salva-la, mesmo após o combustível de seu veiculo acabar e eles se vendo obrigados a irem a pé ao seu encontro. Logan revela sua frustração e que graças a Sarah e Wendell, que roubaram os equipamentos de Clayton, ele não pôde chegar a tempo de salvar a garota em perigo. Cai a noite, e os mortos são atraídos ao campo de petróleo causando uma balbúrdia. Com remorso, Sarah salva Logan, que não pretendia desistir da fabricação de combustível mesmo no meio do ataque dos mortos. Coincidentemente, a garota que pediu ajuda para Alicia entra em contato com Logan, que descobre ser o mesmo lugar onde estava a outra garota que ele não conseguiu salvar. Logan revela que no local tem um arma, porém com apenas uma munição. Quando os mortos entram na loja, a garota está prestes a cometer suicídio, mas é salva a tempo por Wes. A relação de ambos os grupos parece melhorar, quando de repente, Logan e seu pessoal são mortos a tiros pelos cavaleiros. Virginia revela à Sarah e aos outros que Logan estava a seu serviço, mas foi dispensado por não saber produzir combustível e que estava vigiando todo o pessoal do grupo de Morgan. Virginia oferece ajuda ao grupo, mas Sarah se recusa a ajuda-la. Quando os cavaleiros ameaçam matá-los, Luciana invertem, permitindo ficar no campo para fabricar combustível, mas com a condição de que seu grupo seja libertado. |              |                                                           |                       |                                 |                        |                     |
| 67 | 14           | "Today and Tomorrow" "(Hoje e Amanhã)" (BR)               | Sydney Freeland       | David Johnson                   | 15 de setembro de 2019 | 1.31                |
| Enquanto estão em uma loja de suprimentos, Grace e Daniel se metem em confusão quando seu caminhão quebra e são perseguidos por um rebanho. Escondidos em um bar abandonado, os dois conversam sobre suas experiências passadas e Daniel revela que foi Charlie quem o tirou do isolamento. Trabalhando com Al, Morgan atrasa seu retorno ao comboio propositalmente admitindo ser por causa de seu relacionamento florescente com Grace. Os dois resgatam um homem chamado Tom de alguns dos cavaleiros de Virginia, e a história de Tom faz Al suspeitar que o grupo esteja conectado às pessoas com quem Isabelle estava. Morgan e Al entram no condomínio onde Tom estava morando em busca de sua irmã, Janis, mas não a encontram, e são capturados por Virginia, que parece não saber nada sobre o grupo de helicópteros. Após um convite para Morgan e Al se juntarem ao grupo ser recusado, Virginia os libera ilesos. Morgan se abre para Al sobre a perda de sua família, enquanto Al se abre sobre suas experiências com Isabelle. Ao entrar em contato com Grace, Morgan descobre que ela adoeceu, provavelmente devido ao envenenamento da radiação em seu corpo, e afirma que acha não ter muito mais tempo de vida. |              |                                                           |                       |                                 |                        |                     |
| 68 | 15           | "Channel 5" "(Canal 5)" (BR)                              | David Barrett         | Michael Alaimo & Samir Mehta    | 22 de setembro de 2019 | 1.34                |
| Virginia cria um documentário para atrair as pessoas a se juntarem ao seu grupo, fazendo com que o grupo de Morgan comece a criar um novo documentário para combater a mensagem de Virginia. A condição de Grace piora, embora June não tenha certeza se é pelo envenenamento da radiação. Tom reencontra sua irmã Janis, que revela ser a jovem resgatada por Wes, e se dedica a ajudar a criar o documentário para mostrar às pessoas as diferenças entre os dois grupos. Ao despacharem um infectado que invadiu o acampamento, o grupo encontra indícios de um suposto novo lugar seguro e partem para lá, mas tudo complica ao chegarem em uma ponte prestes a desabar, e eles se veem obrigados a abandonar seus veículos. Virginia e seu grupo surgem oferecendo ajuda e informações sobre a esposa de Dwight, Sherry, como prova de sua sinceridade. Sem ninguém disposto a se juntar a ela, Virginia atrai um bando de mortos até o grupo de Morgan e vai embora. As pressas, o grupo consegue atravessar, mas Tom, que estava filmando, fica para trás e acaba morrendo com a queda da ponte. Sem veículos e com poucos suprimentos, o grupo segue a pé até encontrarem o suposto lugar, mas se frustram ao descobrirem que foi totalmente tomado pelos mortos. Com Dwight partindo e alguns dos integrantes querendo desistir, Morgan não vê outra alternativa, se não pedir a ajuda de Virginia. |              |                                                           |                       |                                 |                        |                     |
| 69 | 16           | "End of the Line" "(Fim da Linha)" (BR)                   | Michael Satrazemis    | Andrew Chambliss & Ian Goldberg | 29 de setembro de 2019 | 1.51                |
| Depois de alucinar a voz de Sherry no rádio, Dwight encontra um grupo de cavalos e retorna para ajudar. O grupo decide limpar o Humbug's Gulch, local em que estão refugiados, e resolvem usar os mortos contra Virginia e seu grupo, mas são obrigados a mudar os planos e jogá-los em um rio quando as coisas saem do controle. Al descobre que antigos sobreviventes usaram o local como refúgio antes de Virginia aparecer e matá-los por resistir a ela. Com Virginia a caminho, o grupo decide aproveitar o tempo restante juntos, como haviam planejado anteriormente. John e June finalmente se casam numa celebração comandada pelo Rabino Jacob. Quando Virginia chega, ela divide o grupo entre suas várias comunidades e pede a um médico que cuide de Grace, que descobre que ela está grávida e desnutrida, e não morrendo devido à radiação. Após todos irem embora, Virginia tenta matar Morgan, deixando-o gravemente ferido. Ela vai embora deixando Morgan para trás enquanto os mortos se aproximam. Antes que os mortos cheguem até ele, Morgan transmite uma mensagem final para seus amigos pedindo para eles sobreviverem. |              |                                                           |                       |                                 |                        |                     |

## Produção
Em julho de 2018, a AMC renovou a série para uma quinta temporada. Andrew Chambliss e Ian Goldberg são os showrunners desde a quarta temporada.

### Elenco
Em dezembro de 2018, foi relatado que Rubén Blades voltaria na quinta temporada como Daniel Salazar. Também foi relatado que Daniel Sharman voltaria como Troy Otto, no entanto, em abril de 2019, o showrunner Ian Goldberg confirmou que não voltaria, afirmando: "Sim, isso é apenas um boato. Achamos que ele foi incrível na série, mas ele não vai voltar." Em janeiro de 2019, foi relatado que Austin Amelio se juntaria ao elenco como Dwight, que apareceu pela última vez na oitava temporada de The Walking Dead. Alexa Nisenson foi promovida ao elenco principal após aparecer na quarta temporada como Charlie. Em março de 2019, foi relatado que Karen David havia sido adicionada ao elenco principal como Grace Mukherjee.

### Filmagens
As filmagens para a quinta temporada começaram em dezembro de 2018 em New Braunfels, Texas. Foi relatado que Sarah Wayne Callies, que interpretou Lori Grimes em sua série paralela The Walking Dead, iria dirigir um episódio da temporada, no entanto, ela não foi capaz devido a conflitos de agenda.

## Recepção

### Resposta da crítica
A quinta temporada recebeu críticas mistas dos críticos e críticas geralmente negativas do público. No Rotten Tomatoes, a temporada tem uma classificação de 55% com base em 9 avaliações, com uma classificação média de 5.10/10. O consenso crítico do site diz: "Apesar de apresentar algumas cenas memoráveis e cheias de zumbis que os fãs anseiam, Fear the Walking Dead parece rígido com rigor mortis de início precoce em uma quinta temporada que enfatiza o altruísmo sobre a caracterização coerente."
| - 5ª temporada (2019): Porcentagem de avaliações positivas rastreadas pelo site Rotten Tomatoes | |
|                                                                                                 | Esta página contém um gráfico que utiliza a extensão <graph>. A extensão está temporariamente indisponível e será reativada quando possível. Para mais informações, consulte o ticket T334940. |

### Respostas dos fãs
Após a transmissão do penúltimo episódio da temporada, uma petição da Change.org atraiu a atenção da mídia. A petição era para demitir os atuais produtores Ian Goldberg e Andrew Chambliss. Chambliss respondeu à reação negativa dos fãs dizendo: "Você sabe, contamos a história que acreditamos e estamos orgulhosos do que fizemos e em termos de avançar, a série está mudando e isso é sempre parte do plano. Você sabe, muda toda a temporada e a cada meia temporada e estamos muito animados com a direção que está indo e muitos dos desafios difíceis que nossos personagens à frente vão enfrentar."

### Audiência
| №  | Título                      | Exibição original      | Rating/share (18–49) | Audiência (em milhões) | DVR (18–49) | Audiência em DVR (milhões) | Total (18–49) | Audiência total (em milhões) |
| -- | --------------------------- | ---------------------- | -------------------- | ---------------------- | ----------- | -------------------------- | ------------- | ---------------------------- |
| 1  | "Here to Help"              | 2 de junho de 2019     | 0.6                  | 1.97                   | 0.4         | 1.24                       | 1.0           | 3.21                         |
| 2  | "The Hurt That Will Happen" | 9 de junho de 2019     | 0.5                  | 1.69                   | 0.4         | 1.13                       | 0.9           | 2.82                         |
| 3  | "Humbug's Gulch"            | 16 de junho de 2019    | 0.5                  | 1.76                   | 0.4         | 1.11                       | 0.9           | 2.87                         |
| 4  | "Skidmark"                  | 23 de junho de 2019    | 0.5                  | 1.66                   | 0.4         | 1.23                       | 0.9           | 2.89                         |
| 5  | "The End of Everything"     | 30 de junho de 2019    | 0.5                  | 1.71                   | 0.3         | 1.07                       | 0.8           | 2.78                         |
| 6  | "The Little Prince"         | 7 de julho de 2019     | 0.4                  | 1.49                   | 0.4         | 1.13                       | 0.8           | 2.62                         |
| 7  | "Still Standing"            | 14 de julho de 2019    | 0.3                  | 1.39                   | 0.4         | 1.07                       | 0.7           | 2.47                         |
| 8  | "Is Anybody Out There?"     | 21 de julho de 2019    | 0.5                  | 1.60                   | 0.3         | 1.04                       | 0.8           | 2.64                         |
| 9  | "Channel 4"                 | 11 de agosto de 2019   | 0.4                  | 1.40                   | 0.3         | 1.06                       | 0.7           | 2.46                         |
| 10 | "210 Words Per Minute"      | 18 de agosto de 2019   | 0.4                  | 1.37                   | 0.4         | 1.14                       | 0.8           | 2.51                         |
| 11 | "You're Still Here"         | 25 de agosto de 2019   | 0.4                  | 1.44                   | 0.2         | 0.74                       | 0.6           | 2.17                         |
| 12 | "Ner Tamid"                 | 1 de setembro de 2019  | 0.3                  | 1.14                   | 0.3         | 0.96                       | 0.6           | 2.10                         |
| 13 | "Leave What You Don't"      | 8 de setembro de 2019  | 0.4                  | 1.45                   | 0.3         | 0.75                       | 0.7           | 2.19                         |
| 14 | "Today and Tomorrow"        | 15 de setembro de 2019 | 0.3                  | 1.31                   | 0.3         | 0.82                       | 0.6           | 2.13                         |
| 15 | "Channel 5"                 | 22 de setembro de 2019 | 0.4                  | 1.34                   | 0.3         | 0.78                       | 0.6           | 2.12                         |
| 16 | "End of the Line"           | 29 de setembro de 2019 | 0.4                  | 1.51                   | 0.2         | 0.74                       | 0.7           | 2.26                         |

1. 1 2 3 4 5 6  As classificações Live +7 não estavam disponíveis, portanto, as classificações Live +3 foram usadas.